# Ambasadorowie Francji w Turcji
Stała ambasada Francji istnieje w Turcji od roku 1535, kiedy Francją władał Franciszek I, a Imperium Osmańskim sułtan Sulejman Wspaniały. Wówczas wspólnym wrogiem Francji i Turcji był cesarz Karol V Habsburg. Zapoczątkowało to okres współpracy politycznej i gospodarczej obu krajów. 

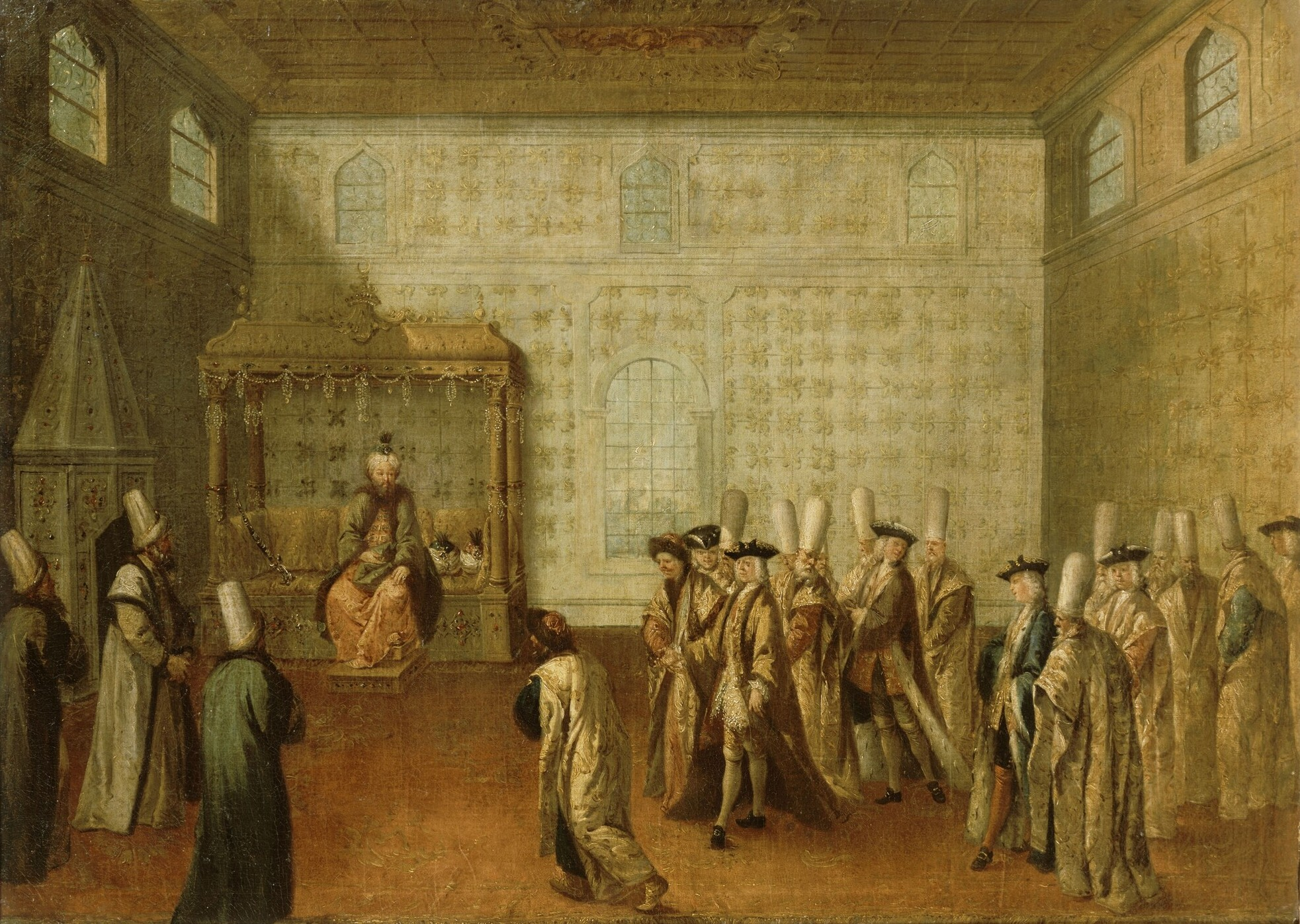
sułtan Ahmed III przyjmuje poselstwo francuskie (poseł Charles de Ferriol) w roku 1699
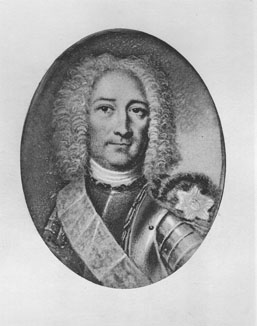
Jean Louis d’Usson de Bonnac
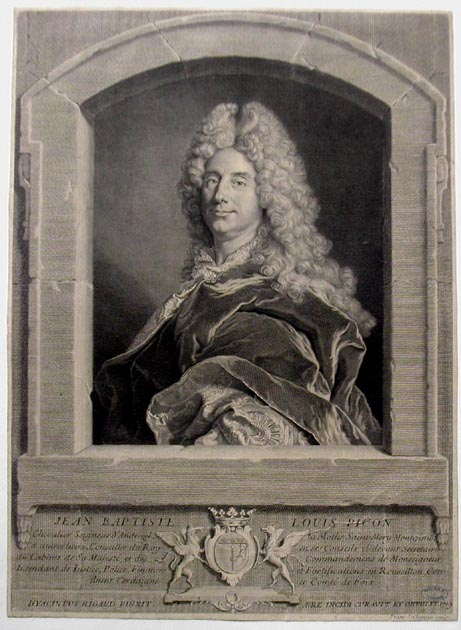
Jean-Baptiste Louis Picon
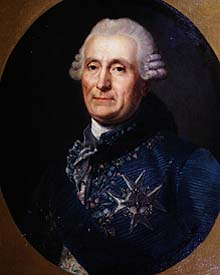
Charles Gravier de Vergennes
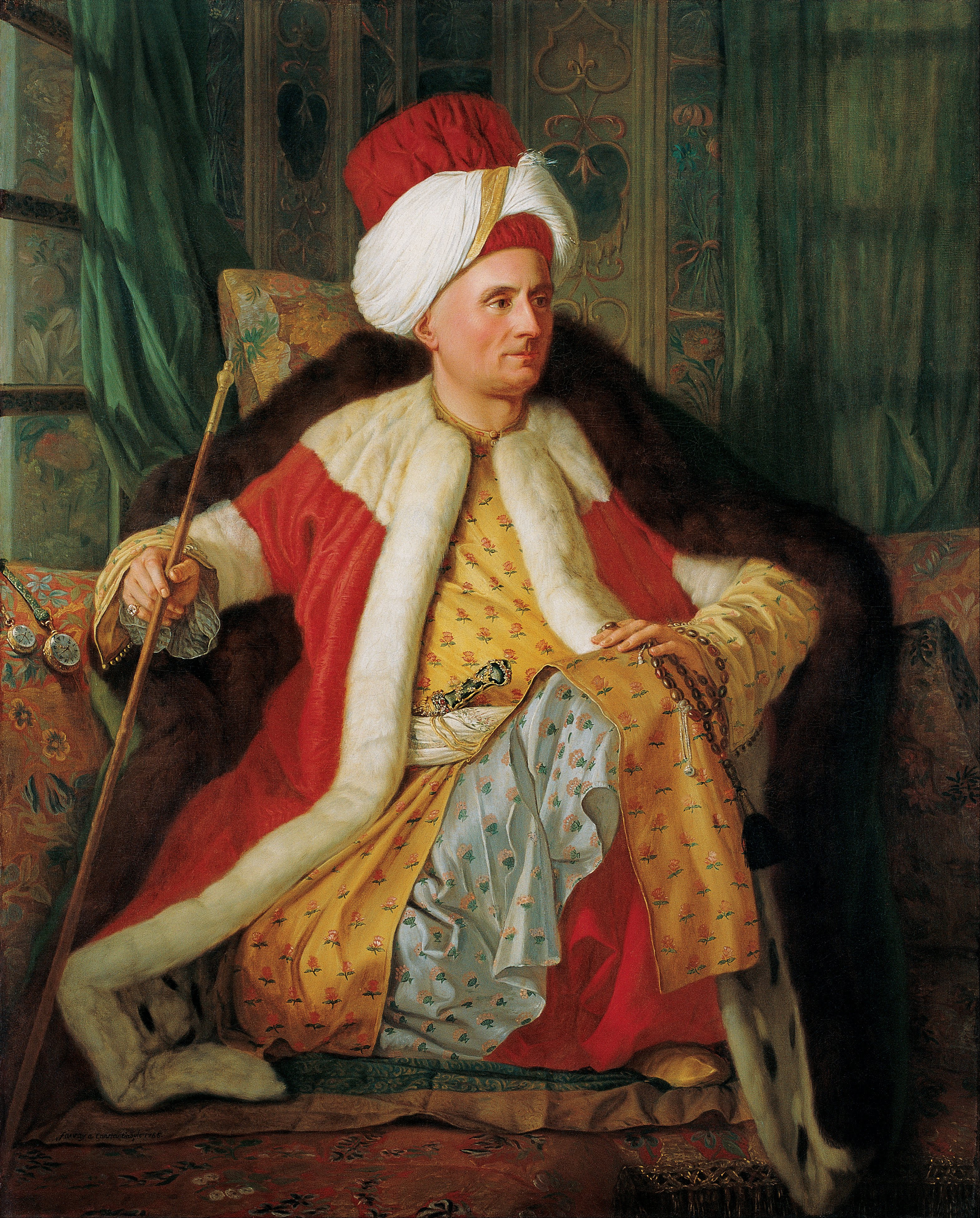
Charles Gravier de Vergennes w stroju osmańskim w roku 1766
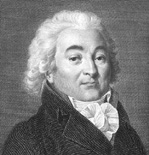
Marie-Gabriel-Florent-Auguste de Choiseul-Gouffier
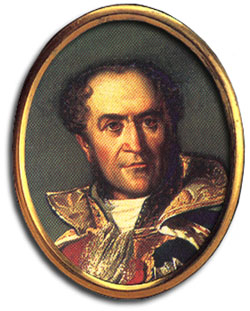
Guillaume Marie-Anne Brune
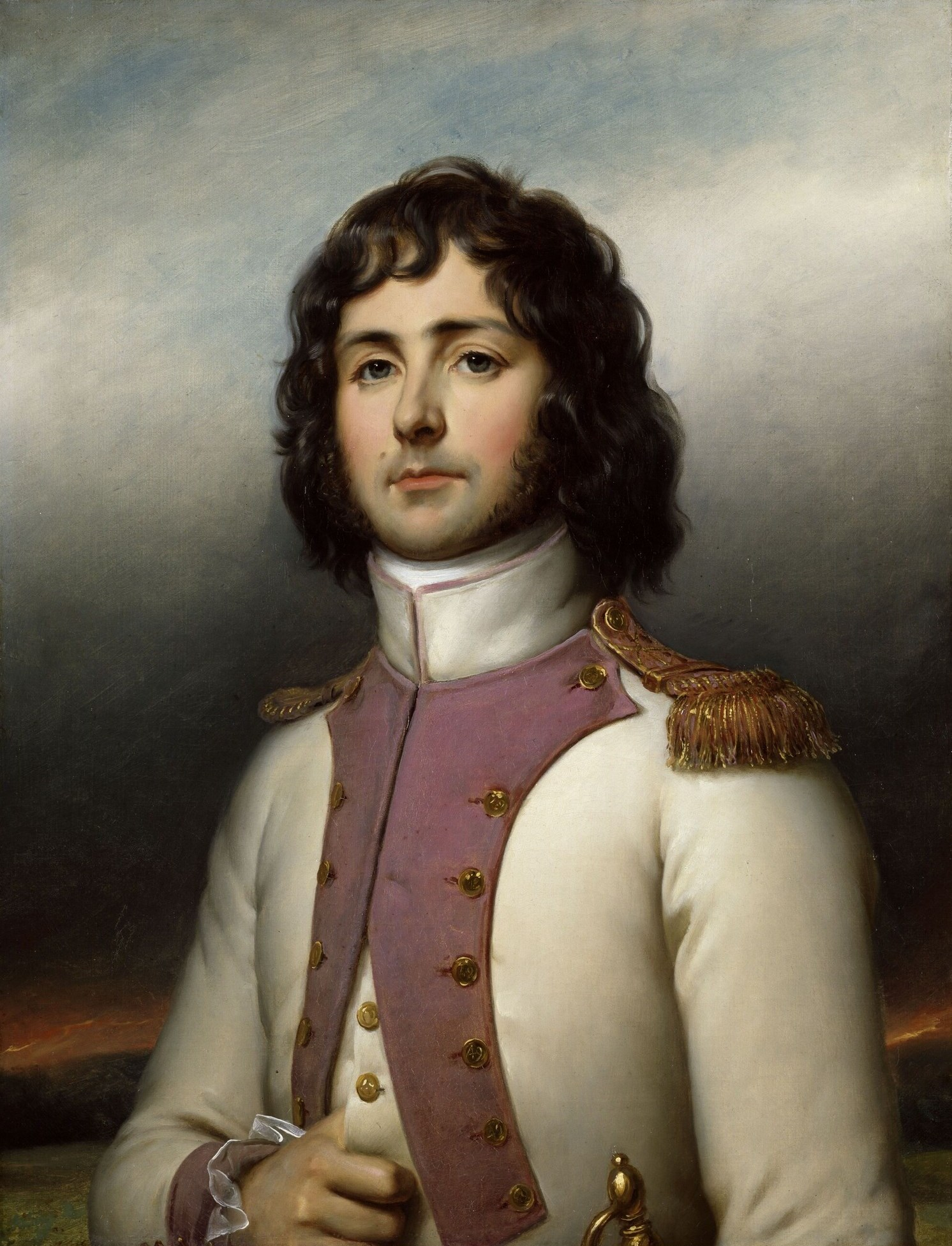
Horace Sébastiani

## Ancien régime
Stambuł
- Jean de La Forest 1535-1538
- Antoine de Rincon 1538-1541
- Antoine Escalin des Eymars 1541-1547
- Gabriel, comte de Luelz 1547-1553
- Michel de Codignac 1553-1556
- Jean Cavenac de la Vigne 1556-1566
- Guillaume de Grandchamp de Grantrie 1566-1571
- François de Noailles 1571-1575
- Gilles de Noailles 1575-1579
- Jacques de Germiny 1579-1585
- Jacques Savary de Brèves 1585-1589
- François Savary de Brèves 1589-1607
- Jean-François de Gontaut-Biron 1607-1611
- Achille de Harlay 1611-1620
- Philippe de Harlay 1620-1631
- Henry de Gournay 1631-1639
- Jean de La Hay 1639-1665
- Denis de La Haye 1665-1670
- Charles François Olier 1670-1679
- Gabriel Joseph La Vergne 1679-1686
- Pierre de Girardin 1686-1689
- Pierre Antoine Castagneres 1689-1692
- Charles de Ferriol 1692-1711
- Pierre Puchot 1711-1716
- Jean Louis d’Usson de Bonnac  1716-1724
- Jean-Baptiste Louis Picon, wicehrabia d’Andrezel 1724-1728
- Louis Sauveur Villeneuve 1728-1741
- Michel-Ange Castellane 1741-1747
- Roland Puchot 1747-1754
- Charles Gravier de Vergennes 1755-1768
- François Emmanuel Guignard 1768-1784
- Marie-Gabriel-Florent-Auguste de Choiseul-Gouffier 1784-1792

## rewolucja francuskaiPierwsze Cesarstwo
- Charles Louis Huguet 1792-1796  (i minister pełnomocny Marie Louis Descorches w latach 1793-1795)
- Jean-Baptiste Annibal Aubert du Bayet 1796-1802
- Guillaume Marie-Anne Brune 1802-1806
- Horace Sébastiani 1806-1812
- Antoine François Andréossy 1812-1815

## 1815-1914
- Charles François de Riffardeau Rivière 1815-1821
- Florimond de Fay La Tour Maubourg 1821-1823
- Armand Charles Guilleminot 1823-1832
- Albin Reine Roussin 1832-1839
- Edouard Pontois 1839-1841
- François Adolphe Bourqueney 1844-1851
- Charles La Valette 1851-1853
- Edmond de Lacour 1853-1853
- Achille Baraguey d’Hilliers 1853-1855
- Edouard Antoine de Thouvenel 1855-1860
- Charles La Valette 1860-1861
- Lionel Désiré Marie François René Moustiers 1861-1866
- Nicolas Prosper Bourée 1866-1870
- Louis Dubreuil-Héliou La Gueronnière 1870-1871
- Eugène-Melchior de Vogüé 1871-1875
- Jean-François Guillaume Bourgoing 1875-1877
- Hugues Fournier 1877-1880
- Charles-Joseph Tissot 1880-1882
- Emmanuel Henri Victurnien de Noailles 1882-1886
- Gustave Louis Lannes Montebello 1886-1891
- Pierre Paul Cambon 1891-1898
- Jean Antoine Ernest Constans 1898-1909
- Maurice Bompard 1909-1914

## Ambasadorzy w Turcji
ambasada w mieście Ankara.
- Albert Sarraut 1925-1926
- Nosky Daeschner 1926-1928
- Charles Pineton de Chambrun 1928-1933
- Albert Kammerer 1933-1936
- Henri Ponsot1936-1938
- René Massigli 1938-1940
- Gaston Maugras 1944-1948
- Jean Lescuyer 1948-1952
- Jacques Tarbé de Saint-Hardouin1952-1955
- Jean-Paul Garnier 1955-1957
- Henry Spitzmüller 1957-1963
- Bernard Hardion 1963-1965
- Gontran Begoügne de Juniac 1965-1970
- Arnaud Wapler 1970-1973
- Roger Vaurs 1973-1977
- Emile Cazimajou 1977-1981
- Fernand Rouillon 1981-1985
- Philippe Louët 1985-1988
- Eric Rouleau 1988-1991
- François Dopffer 1991-1996
- Daniel Lequertier 1996-1999
- Jean-Claude Cousseran 2000-2004
- Paul Poudade 2004-2007
- Bernard Émié 2007-2011
- Laurent Bili 2011-2015
- Charles Fries 2015-2020
- Hervé Magro 2020-2023
- Isabelle Dumont od 2023